# Épitaphe de Seikilos

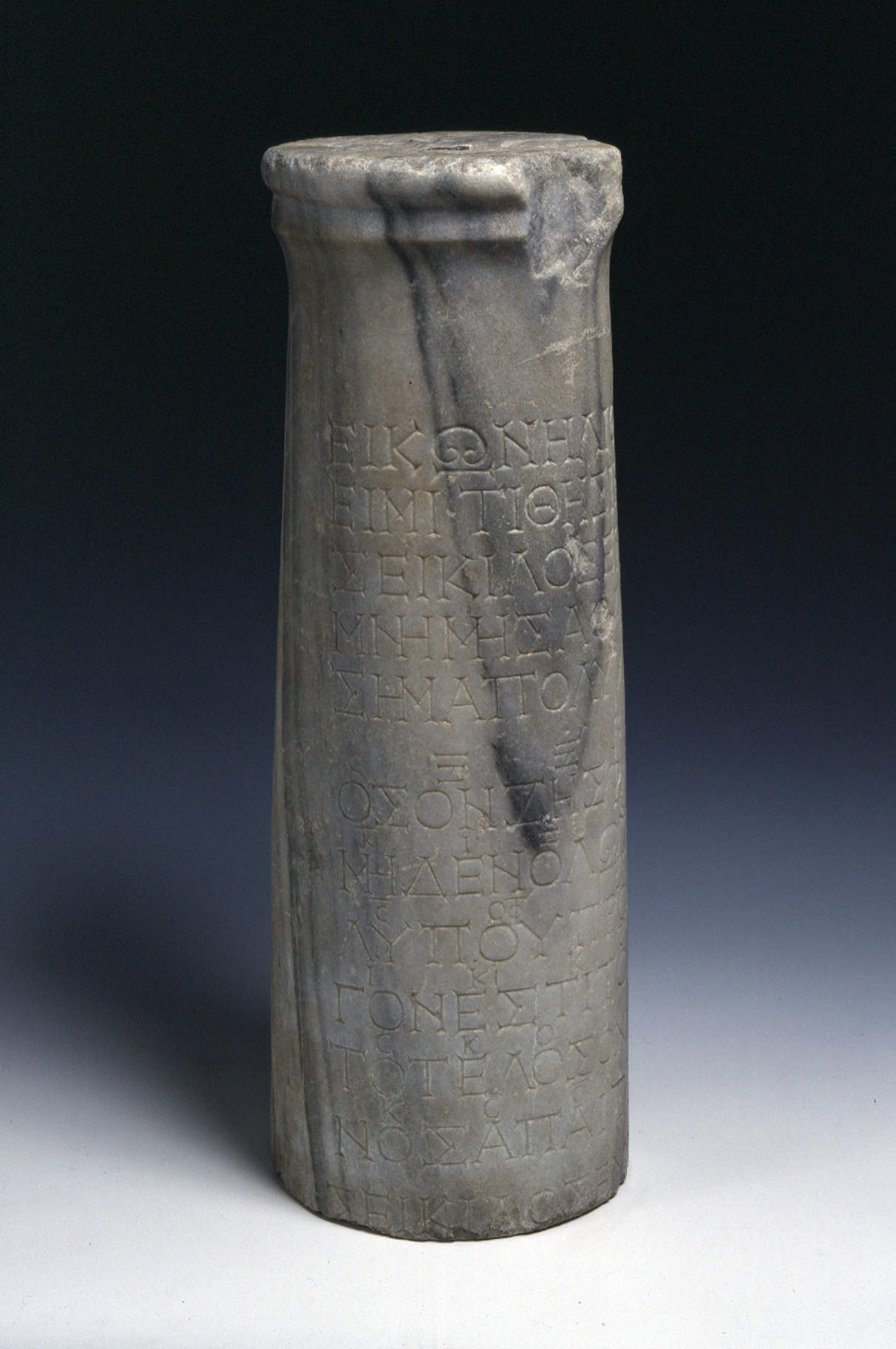
Stèle portant l’inscription de Seikilos, vers la fin du Ier siècle après-Jésus-Christ, Nationalmuseet, Copenhague

L’épitaphe de Seikilos ou chanson de Tralles est un fragment d'inscription lapidaire grecque, partiellement accompagné d'une notation musicale, gravée sur une colonne de marbre placée sur la tombe qu'a fait ériger un certain Seikilos pour son épouse ou son père, près de Tralles, en Asie Mineure.
La « Chanson de Seikilos », datée du Ier ou IIe siècle est ainsi le plus ancien exemple découvert à ce jour sur terre d'une composition musicale complète avec sa notation.

## Texte

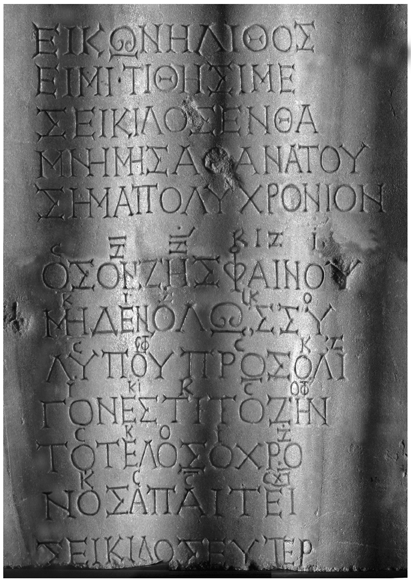
Texte de la stèle déployé

La colonne comporte d'abord un distique élégiaque, écrit dans le trope ionien et en dipodies ïambiques, expliquant :

« ΕΙΚΩΝ Η ΛΙΘΟΣ

Eikôn hê lithos

ΕΙΜΙ· ΤΙΘΗΣΙ ΜΕ

eimi; tithêsi me

ΣΕΙΚΙΛΟΣ ΕΝΘΑ

Seikilos entha

ΜΝΗΜΗΣ ΑΘΑΝΑΤΟΥ

mnêmês athanatou

ΣΗΜΑ ΠΟΛΥΧΡΟΝΙΟΝ

sêma polukhronion »

« La pierre que je suis est une image.

Seikilos me pose ici,

d'un souvenir immortel
signe durable. »

L'inscription contient ensuite les paroles suivantes sur lesquelles se déroule la mélodie :

« Ὅσον ζῇς φαίνου/ Hóson zễis, phaínou
μηδὲν ὅλως σὺ λυποῦ / mêdèn hólôs sù lupoû·
πρὸς ὀλίγον ἐστὶ τὸ ζῆν / pròs olígon estì tò zễn.
τὸ τέλος ὁ χρόνος ἀπαιτεῖ. / tò télos ho khrónos apaiteî. »

« Tant que tu vis, brille !

Ne t'afflige absolument de rien !

La vie ne dure guère.

Épitaphe reconstituée

Le temps exige la fin (ou : son tribut). »

— Traduction de Théodore Reinach, retouchée

### Dédicace

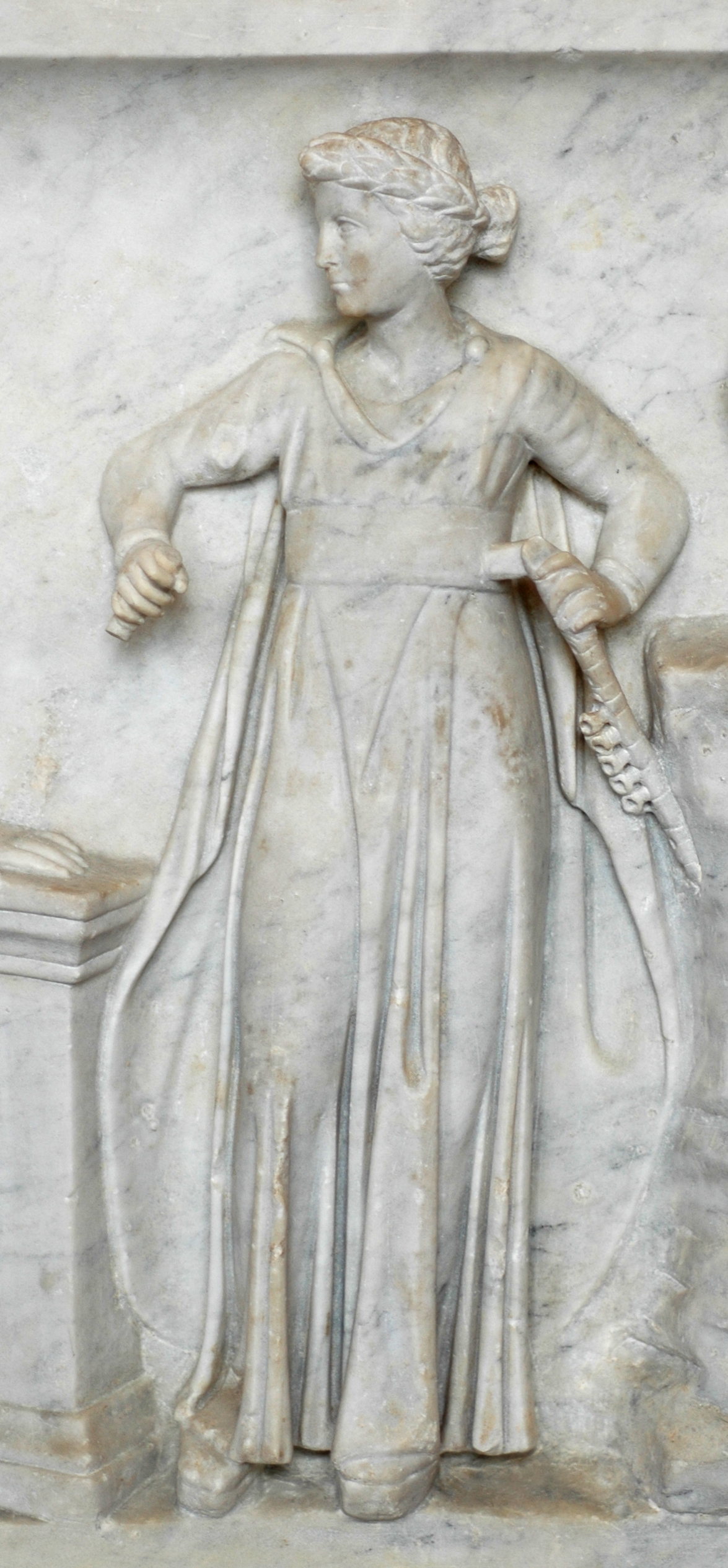
Euterpe, détail du « sarcophage des Muses »,, Musée du Louvre

Les deux derniers mots forment la dédicace et le dernier nom constitue peut-être une abréviation ou est partiellement manquant. 
Sur cette base, la personne à laquelle le monument est dédié fait débat, selon la reconstitution proposée : Σείκιλος Εὐτέρ(πῃ) (Seíkilos Eutér(pei), « De Seikilos à Euterpe ») suggère une dédicace de Seikilos à son épouse. 
Mais une autre reconstruction possible propose Σείκιλος Εὐτέρ[που] (Seikilos Euter[pou], « Seikilos [fils] d'Euterpos »), suggérant la dédicace à son père dans ce qui pourrait être une lignée de musiciens. 
Une autre traduction suggère encore « Seikilos [fils de la muse] Euterpe », muse qui, dans la mythologie grecque, préside à la musique.

## Mélodie

La mélodie de l'épitaphe de Seikilos, écrite en notation moderne.

La mélodie, écrite en mode phrygien et en ton iastien (ou ionien), emploie les degrés de la gamme diatonique centrés sur le degré sol en guise de tonique et se déploie sur un intervalle d'une octave juste. La chanson est mélancolique, et souvent classée comme skolion (ou « chanson à boire ») bien que ce point soit débattu, notamment par le contexte dans lequel est figuré le texte qui fait pencher certains chercheurs vers une simple épigramme, forme que l'on retrouve régulièrement sur les stèles funéraires et les tablettes votives.  
Concernant la longueur des notes, dans la notation grecque, une brève dure un temps et une longue - marquée par un trait horizontal (disèmè) placé au-dessus de la note - deux. Le compositeur de l'épitaphe de Seilikos modifie le rythme naturel en allongeant certaines syllabes jusqu'à trois temps en utilisant un trisèmè composé du trait horizontal augmenté d'un trait vertical.
On ne connaît pas le tempo de la chanson, puisqu'il n'est jamais donné par les notations antiques, qui est laissé à la libre interprétation de l'exécutant.

## Histoire
Datée du Ier siècle ou IIe siècle , vraisemblablement contemporaine de Ptolémée, cette épitaphe sous forme de chanson figure sur une colonne ornant la tombe consacrée à « Euter. » par Seikilos. Elle a été découverte dans la province turque d'Aydın à 30 km d'Éphèse, à l'occasion de la construction du chemin de fer ottoman.

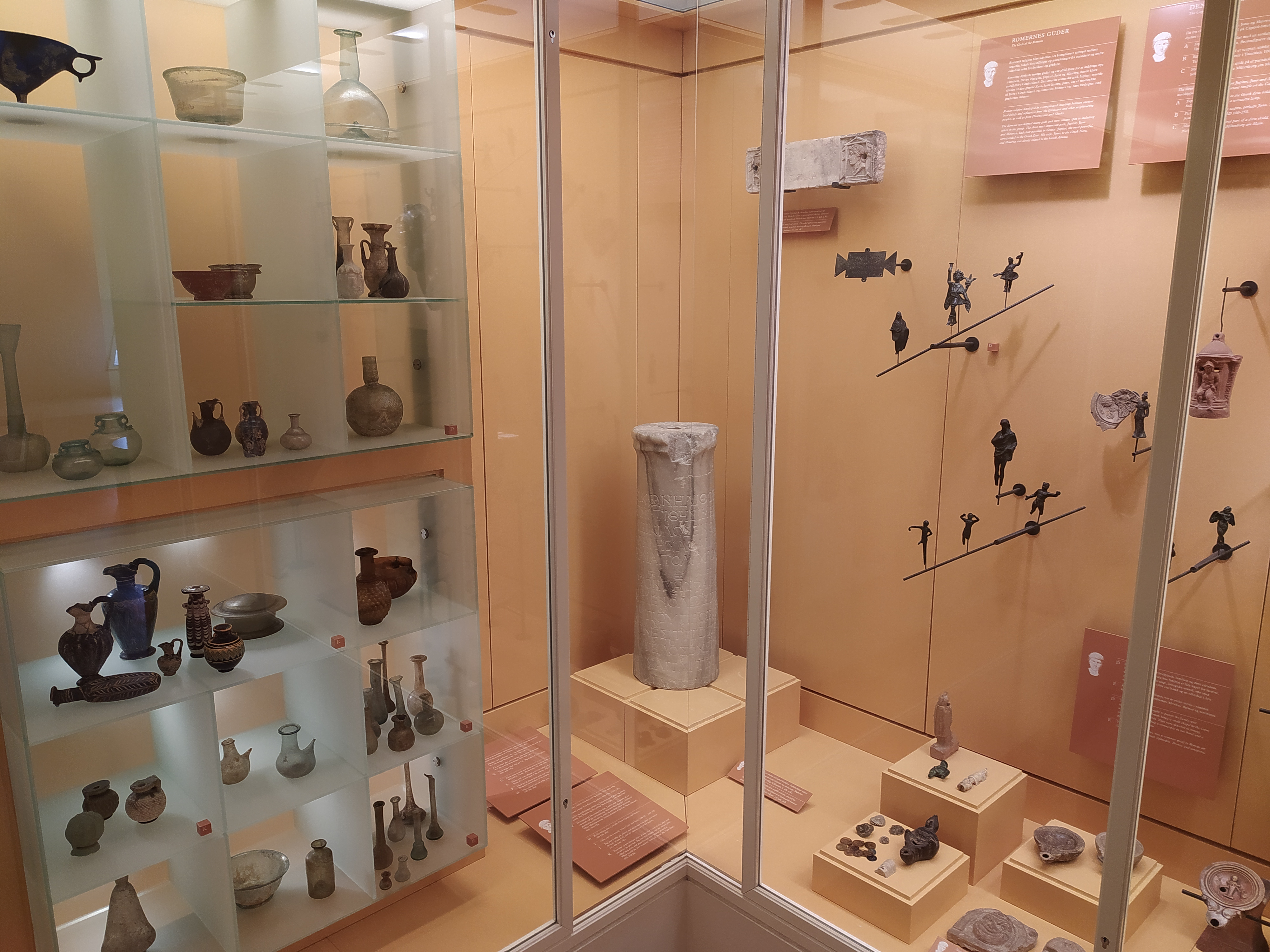
La colonne exposée au Nationalmuseet

La colonne rejoint la collection privée du directeur général des Chemins de fer Orientaux, Edward Purser (1821-1906), où elle sert d'élément décoratif comme piédestal pour les fleurs de madame Purser. L'extraction de l'objet a occasionné des dégâts à sa base et la destruction de la dernière ligne du texte. C'est l'archéologue William Mitchell Ramsay qui en donne le premier la transcription exacte en 1883.
La colonne est ensuite la propriété du beau-fils de Purser, installé à Izmir, chez lequel elle demeure jusque qu'au terme de la guerre gréco-turque en 1922 ; c'est alors le consul des Pays-Bas qui la recueille pour la protéger des troubles occasionnés après la victoire turque. Elle poursuit, avec le beau-fils de celui-ci, un périple qui la conduit à Istanbul, Stockholm puis La Haye avant d'être acquise en 1966 par le Département d'Antiquités du Musée National du Danemark à Copenhague où elle fait l'objet d'une communication scientifique qui remet en mémoire son existence l'année suivante et où elle est exposée depuis sous la cote 14 897.

## Reprises
La mélodie a été utilisée par Miklos Rozsa, compositeur et historien de la musique, pour certaines parties des musiques du film Quo Vadis sorti en 1951, notamment dans deux scènes où Peter Ustinov compose et interprète la chanson sous les traits de l'empereur Néron. 
Le thème musical sert de base à la chanson We've Just Begun to Dream (1983) (Gary Paben/Steve Skorija/Jack Eskew), thème officiel du parc à thème Disney Epcot.
Elle a aussi été reprise dans plusieurs jeux vidéos : 
- Dans Civilization V : thème d'Alexandre le Grand [18]
- Dans Civilization VI : thème de la civilisation grecque avec deux traitements différents, Gorgô et Périclès [19]
- Dans Assassin's Creed Odyssey : version chantée en chœur[20]

### Ouvrages généraux
- (en) James Peter Burkholder & Claude V. Palisca (éds.), Norton Anthology of Western Music. Volume I : Ancient to Baroque. New York, W.W. Norton, 2010,  (ISBN 978-0-393-93126-6)
- (en) Egert Pöhlmann et Martin Litchfield West, Documents of Ancient Greek Music: The Extant Melodies and Fragments. Oxford (GB), Oxford University Press, 2001.
- (en) Thomas J. Mathiesen, Apollo's Lyre: Greek Music and Music Theory in Antiquity and the Middle Ages. Lincoln (Neb.), University of Nebraska Press, 1999.
- (en) John G. Landels, Music in Ancient Greece and Rome. London & New York, Routledge, 1999.

### Articles spécialisés
- (en) Jon D. Solomon, « The Seikilos Inscription : A Theoretical Analysis », in American Journal of Philology, n° 107, hiver 1986, p. 455–479.

## Discographie
- Ensemble Kérylos/Annie Bélis, D'Euripide aux premiers chrétiens, 2016, Ensemble Kérylos
- San Antonio Vocal Arts Ensemble, Ancient Echoes - Music from the time of Jesus and Jerusalem's Second Temple, 2005 ,World Library Publications

- Atrium Musica de Madrid/Gregorio Paniagua, Musique de la Grèce Antique, 2007, Harmonia Mundi